# Loch of Forfar
Der Loch of Forfar, auch Forfar Loch, ist ein Süßwassersee in der schottischen Council Area Angus.

## Beschreibung
Der Loch of Forfar liegt am Westrand der Kleinstadt Forfar auf einer Höhe von 57 Metern. Er liegt im Westen der Council Area Angus, welcher der historischen Grafschaft Forfarshire entspricht.
Der sich in Ost-West-Richtung erstreckende, längliche See weist eine Länge von 1,6 Kilometern bei einer Breite von höchstens 370 Metern auf, woraus sich ein Umfang von vier Kilometern und eine Fläche von 38 Hektar ergeben. Hierbei weist der See eine maximale Tiefe von 8,8 Metern sowie eine mittlere Tiefe von 3,5 Metern auf. Sein Volumen beträgt 1.313.199 Kubikmeter. Es speist sich aus einem Einzugsgebiet mit einer Fläche von 12,63 Quadratkilometern. Einziger Abfluss ist das am Westende abfließende Dean Water, das über Isla und Tay schließlich in die Nordsee entwässert.
Am Ostufer des Loch of Forfar befindet sich der Forfar Loch Country Park, ein Park mit Freizeitanlagen. Die von Edinburgh nach Fraserburgh führende A90 quert das Dean Water vor dem Westufer.

## Geschichte
Der Loch of Forfar nahm einst eine größere Fläche ein. Im Laufe des 18. Jahrhunderts wurde er teilweise entwässert. 1953 kaufte die Stadt Forfar den See.
An seinem Nordufer ragt die Landzunge St Margaret’s Inch in den Loch of Forfar. Vor der Drainage handelte es sich um eine Insel, genauer einen prähistorischen Crannóg. Später wurde dort eine Dreifaltigkeitskapelle erbaut. Unterschiedlichen Quellen zufolge handelt es sich hierbei entweder um eine Gründung Margareta von Schottlands aus dem 11. Jahrhundert oder um eine Neugründung von Mönchen der Coupar Angus Abbey im 13. Jahrhundert. Das Areal ist heute als Scheduled Monument denkmalgeschützt. Daneben befindet sich ein Segelclub.